# Acourtia perplexa
Acourtia perplexa är en stekelart som beskrevs av Cockerell 1921. Acourtia perplexa ingår i släktet Acourtia och familjen brokparasitsteklar. Inga underarter finns listade i Catalogue of Life.